# الحساب الكيميائي
يشير مفهوم الكمبيوتر الكيميائي(chemputer)  أوالحوسبة الكيميائية(chemputation)  إلى عملية أتمتة و رقمنة التركيب و الاكتشاف الكيميائي.
الكمبيوتر الكيميائي هو مفهوم يؤسس لمجال الكيمياء الرقمية لأنه يصف تجريد منصة روبوتية قادرة على أتمتة و توحيد عملية التحكم في التفاعلات و التوليف الكيميائي. تم اختراع أول كمبيوتر كيميائي بواسطة لي كرونين و فريقه من جامعة جلاسكو، و اقترح لأول مرة في عام 2012،  ثم نُشر مفهوم برمجة التفاعلات الكيميائية في عام 2016.
الحوسبة الكيميائية هي التحكم الشامل في التفاعلات الكيميائية باستخدام لغة قياسية و بمساعدة علم تجريد الوجود. و هذا يتضمن استخدام تجريدات أجهزة قياسية يمكنها تشغيل العمليات الوحدوية الأربع للتركيب الكيميائي: 1) التفاعل؛ 2) المعالجة؛ 3) العزل؛ 4) التنقية. الهدف من هذا النوع من الحوسبة هو إنشاء نظام عالمي مقود بالرمز لاستكشاف الفضاء الكيميائي، و العثور على التفاعلات والجزيئات الجديدة وضمان رمز قابل لتكرار التوليف الكيميائي. إضافة إلى ذلك، فإن أحد الجوانب الرئيسية للفكرة هو التمكن من تطوير ثم تطبيق أول لغة برمجة للكيمياء. والتي تشمل فوائدها الرئيسية ما يلي؛ الموثوقية، والتشغيل البيني ، والتعاون ، وإزالة الغموض، وخفض التكلفة، وزيادة السلامة، وفتح الاكتشاف، والتخصيص الجزيئي ، و نشر الكود الكيميائي القابل للتنفيذ. تحدث كرونين عن مفهوم الحوسبة الكيميائية في بودكاست ليكس فريدمان.
يمكن برمجة الكمبيوتر الكيميائي لإجراء مجموعة واسعة من التفاعلات الكيميائية، بما في ذلك عملية تخليق الببتيد في الطور الصلب، و الترابط المتبادل التكراري، والوصول إلى الديازيرينات التفاعلية و غير المستقرة.[بحاجة لمصدر]</link> و قد صُمم لأداء هذه التفاعلات في نظام واحد موحد ذو إنتاجية عالية و دقة عالية. إن تطوير الأجهزة العالمية والمعيارية التي يمكن أتمتتها باستخدام نظام برمجي واحد يجعل مجموعة واسعة من الكيمياء الدفعية متاحة. تم استخدامه في إنشاء و تطوير المكتبات الكيميائية، و استكشاف الفضاء الكيميائي و العملي. علاوة على ذلك، قد تم الإستعانة به أيضًا في تركيب مجمعات التنسيق المؤثرة، مما يدل على قدرته الفائقة في أتمتة العديد من مهام سير العمل المستخدمة لإنشاء المكتبة.
أخيرا، حظي الكمبيوتر الكيميائي و الحوسبة الكيميائية باهتمام إعلامي كبير.